# أساكا كوبو
أساكا كوبو (باليابانية: 久保亜沙香؛ بالكانا: くぼ あさか) هي مغنية وعارضة يابانية، ولدت في 20 يناير 1979.

## وصلات خارجية
- أساكا كوبو على موقع ميوزك برينز (الإنجليزية)

- الموقع الرسمي